# Mikiko Miyazaki
Mikiko Miyazaki (jap. 宮崎未樹子 Miyazaki Mikiko; ur. 10 sierpnia 1967) - japońska zapaśniczka w stylu wolnym. Pięciokrotna uczestniczka mistrzostw świata. Zdobyła trzy medale, złoty w 1996. Mistrzyni Azji w 1996 roku.